# ويليام بيري
ويليام بيري (بالإنجليزية: William Perry)‏ (و. 1962 – م) هو لاعب كرة قدم أمريكية، ومصارع محترف، من الولايات المتحدة الأمريكية، ولد في أيكن.

## التعليم
تعلم في Aiken High School (South Carolina) ‏.

## جوائز
حصل على جوائز منها:
- قاعة الشهرة (2006).

## وصلات خارجية
- ويليام بيري على موقع مرجع كرة القدم المحترفة.كوم (الإنجليزية)
- ويليام بيري على موقع كلية كرة القدم في سبورتس رفرنس.كوم (الإنجليزية)
- ويليام بيري على موقع دبليو دبليو إي (الإنجليزية)
- ويليام بيري على موقع CageMatch worker (الإنجليزية)

- ويليام بيري على موقع IMDb (الإنجليزية)
- ويليام بيري على موقع إن إن دي بي (الإنجليزية)
- ويليام بيري على موقع قاعدة بيانات الفيلم (الإنجليزية)